# La Cortinada
La Cortinada is een dorp in het noorden van Andorra. Het dorp is gelegen in de parochie Ordino tussen de dorpen Arans en Ansalonga en ligt op een hoogte van 1346 meter. De hoofdstad van Andorra, Andorra la Vella, ligt op 11 kilometer afstand.
In het centrum van La Cortinada staat de Romaanse  kerk Sant Martí de la Cortinada uit de 12e eeuw. In de 17e en 18e eeuw zijn er smeedijzeren hekken om de kerk gezet, gemaakt van ijzer gewonnen in Andorra zelf. 

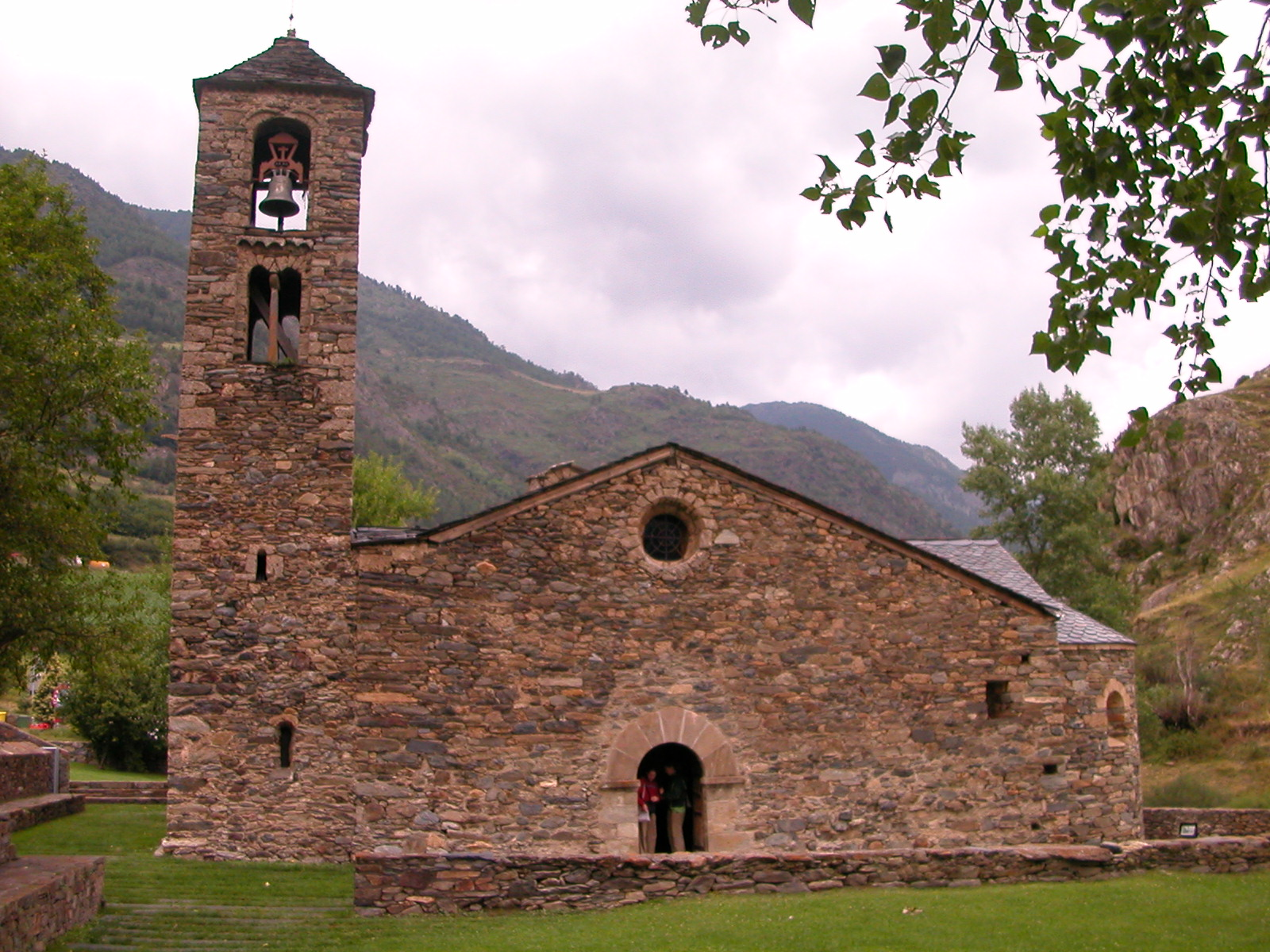
Sant Martí de la Cortinada